# Chacra

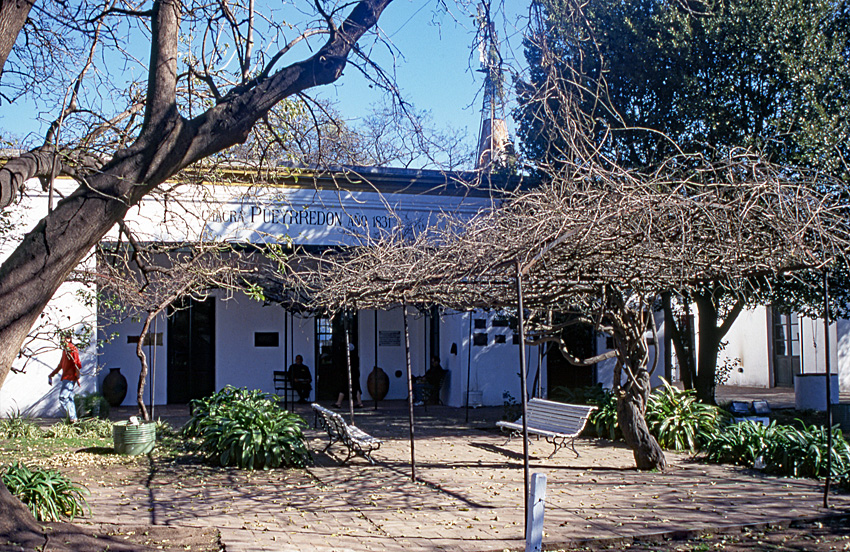
Chacra Pueyrredón, lugar de nacimiento de José Hernández, autor de Martín Fierro.

Chacra, chácara y chagra son todos americanismos del español derivados del quechua chakra, que significa "granja, alquería, campo agrícola, tierra sembrada con semillas", para designar a las propiedades de la tierras situadas usualmente en las periferias urbanas de la América hispana, que producían alimentos para el abastecimiento de las ciudades. El término se refiere normalmente a granjas ubicadas en terrenos comunes agrícolas, en diversas partes de Iberoamérica. Se empezó a usar en el virreinato del Perú y el término equivalente en las Antillas es conuco.
Se suelen diferenciar de las estancias y de las haciendas por su tamaño y también por el tipo de producción y al mercado al que iba dirigido. Hoy en día, las chacras también se utilizan con frecuencia para la horticultura.
El mismo origen tiene la palabra portuguesa chácara, usada comúnmente en Brasil para referirse a una pequeña granja.